# Ligabueino andesi
Ligabueino andesi es una especie extinta de dinosaurio terópodo del Cretácico Inferior de la actual Argentina, clasificada inicialmente como miembro de los Noasauridae y posteriormente ubicada en una posición más basal dentro de Abelisauroidea. Fue descrita por el paleontólogo argentino José Fernando Bonaparte en 1996 a partir de un esqueleto extremadamente fragmentario procedente de la Formación La Amarga, en la Provincia del Neuquén.

## Descubrimiento
El holotipo fue hallado en el Miembro Puesto Antigual de la Formación La Amarga, y está compuesto por un fémur de 62 mm, fragmentos del ilion, pubis, falanges y arcos neurales de vértebras cervicales, dorsales y caudales. Su pequeño tamaño, con una longitud corporal estimada de solo 79 cm, lo convierte en uno de los dinosaurios más pequeños conocidos hasta la fecha.
Inicialmente se interpretó como un adulto, pero estudios posteriores basados en la falta de osificación y fusión de las vértebras sugieren que el ejemplar corresponde a un juvenil.

## Etimología
El nombre Ligabueino significa "el pequeño de Ligabue", en honor al explorador y mecenas italiano Giancarlo Ligabue, quien colaboró en numerosas expediciones en la Patagonia y financió la campaña en la que se descubrió el espécimen.

## Clasificación
Aunque Bonaparte (1996) lo asignó inicialmente a Noasauridae, su posición filogenética ha sido debatida extensamente. Estudios posteriores como Carrano et al. (2011) lo colocaron dentro de Abelisauroidea pero sin una asignación específica más allá del nivel de superfamilia. En cambio, análisis de Filippi et al. (2016) lo recuperaron nuevamente como un noasáurido, aunque algunos autores lo ubican como un abelisauroide basal no perteneciente a Abelisauria.

## Paleoambiente
Ligabueino fue recuperado en sedimentos de la Formación La Amarga, dentro del Grupo Neuquén, en la Cuenca Neuquina, una región que ha rendido una notable diversidad de abelisauroideos y otros terópodos del Cretácico Inferior. Este entorno corresponde a un sistema fluvial con zonas pantanosas y vegetación densa, y estuvo habitado por otros dinosaurios como Amargasaurus, Laquintasaura y diversos titanosauriformes

## Significado paleobiológico
Ligabueino proporciona importantes datos sobre la evolución temprana de los ceratosaurios en Gondwana, y su tamaño diminuto sugiere una estrategia ecológica distinta dentro de su entorno. Su morfología vertebral y proporciones indican un estilo de vida cursorial. A pesar del estado incompleto del fósil, se ha convertido en una referencia clave para entender la diversidad inicial de los noasáuridos patagónicos.

## Morfología
El material fósil atribuido a Ligabueino consiste en elementos postcraneales, incluyendo un fémur proporcionalmente corto de apenas 62 mm, indicativo de un animal de tamaño diminuto. A pesar de su reducido tamaño, el ilion posee una proyección dorsal bien desarrollada, y los fragmentos de vértebras muestran centros vertebrales no fusionados, lo que respalda la interpretación de que se trata de un individuo juvenil.
Las proporciones corporales y el desarrollo de las extremidades posteriores sugieren adaptaciones cursoriales, consistentes con un estilo de vida activo, posiblemente insectívoro o microcarnívoro, como se ha propuesto para otros noasáuridos de tamaño reducido

## Revaluaciones taxonómicas
Desde su descripción original por Bonaparte en 1996, varios análisis filogenéticos han modificado la posición de Ligabueino. En su revisión de los ceratosaurios, Matthew Carrano et al. (2011) lo ubicaron como un abelisauroideo incertae sedis, argumentando que la falta de caracteres diagnósticos claros impedía su inclusión segura en Noasauridae.
Sin embargo, estudios posteriores como el de Leonardo Filippi et al. (2016) aplicaron una matriz filogenética ampliada y lo recuperaron de nuevo como un noasáurido, aunque en una posición más derivada que Eoabelisaurus, lo que sugiere que este género representa una forma transicional temprana dentro de los ceratosaurios patagónicos.